# Niphoparmena meruana
Niphoparmena meruana là một loài bọ cánh cứng trong họ Cerambycidae.